# كبيش بن منصور
الشريف كبيش بن منصور بن جماز بن شيحة، تولى إمارة المدينة المنورة بعد مقتل أبيه منصور في عام 725 هـ، واستمر في أمارتها حتى مقتلة سنة 728 هـ.

## نسبه
هو كبيش بن منصور بن جماز بن شيحة بن هاشم بن قاسم بن مهنا بن حسين بن مهنا بن داود بن القاسم بن عبيد الله بن طاهر بن يحيى بن الحسين بن جعفر بن عبد الله ابن الحسين بن زين العابدين ابن الحسين بن علي بن أبي طالب الحسيني الهاشمي.

## التاريخ
ما ذكرة المؤرخون والجغرافيون

### المقدسي
قال ابن بطوطة
«كان أمير المدينة كبيش بن منصور بن جماز. وكان قد قتل عمه مقبلا. ويقال: إنه توضأ بدمه. ثم إن كبيشا خرج سنة سبع وعشرين إلى الفلاة في شدة الحر ومعه أصحابه، فأدركتهم القائلة في بعض الأيام، فتفرقوا تحت ظلال الأشجار فما راعهم إلا وأبناء مقبل في جماعة من عبيدهم ينادون: يا لثارات مقبل، فقتلوا كبيش بن منصور صبرا، ولعقوا دمه. وتولى بعده أخوه طفيل بن منصور، الذي ذكرنا أنه نفى أبا العباس الفاسي.» 

## وفاته
قتل الشريف كبيش بن منصور سنة 728 هـ.

## وصلات خارجية
مركز بحوث ودرسات المدينة المنورة نسخة محفوظة 5 مارس 2016 على موقع واي باك مشين.
تاريخ الحكام والسلالات الحاكمة 